# Trần Đắc Chiến
Trần Đắc Chiến (sinh năm 1961) là kiểm sát viên cao cấp người Việt Nam. Ông hiện giữ chức vụ Viện trưởng Viện kiểm sát nhân dân tỉnh Vĩnh Long.

## Tiểu sử
Trần Đắc Chiến sinh ngày 30 tháng 3 năm 1961.
Trần Đắc Chiến là Đảng viên Đảng Cộng sản Việt Nam.
Ngày 5 tháng 8 năm 2013, Trần Đắc Chiến, Phó Viện trưởng Viện kiểm sát nhân dân tỉnh Vĩnh Long, được Phó Viện trưởng Viện kiểm sát nhân dân tối cao Việt Nam Nguyễn Thị Thủy Khiêm trao Quyết định số 56/QĐ-VKSTC-V9 ngày 26/7/2013 của Viện trưởng Viện kiểm sát nhân dân tối cao Việt Nam bổ nhiệm giữ chức vụ Viện trưởng Viện kiểm sát nhân dân tỉnh Vĩnh Long kể từ ngày 1 tháng 8 năm 2013 thay cho ông Lê Thành Lượng chuyển công tác đến Tỉnh ủy Vĩnh Long làm Trưởng ban Nội Chính Tỉnh ủy .
Chiều ngày 19 tháng 10 năm 2015, tại Đại hội Đại biểu Đảng bộ tỉnh Vĩnh Long lần thứ 10, Trần Đắc Chiến là một trong 51 người được bầu vào Ban Chấp hành Đảng bộ tỉnh Vĩnh Long khóa 10 nhiệm kì 2015-2020.
Ngày 3 tháng 4 năm 2016, Trần Đắc Chiến được bổ nhiệm chức danh kiểm sát viên cao cấp.
Tháng 9 năm 2018, Trần Đắc Chiến là Viện trưởng VKSND tỉnh Vĩnh Long.